# Copa Sultan Azlan Shah
La Copa Sultán Azlan Shah es un torneo internacional de hockey sobre césped masculino, celebrada en Malasia. Comenzó en 1983 como un torneo bienal. El torneo se convirtió en un evento anual después de 1998, a raíz de su crecimiento y popularidad. El torneo lleva el nombre de la novena Yang di-Pertuan Agong (Rey) de Malasia, Sultan Azlan Shah, un ávido fanático del hockey sobre césped. Los campeones actuales son Nueva Zelanda, que ganó el título al derrotar a Argentina en la final con un marcador de 1-0 2012.

## Campeones
| 1983          |  | Australia     |               | Pakistán                                                     | India         |               | Malasia       |
| 1985          |  | India         | Malasia       | Pakistán                                                     |               | España        |               |
| 1987          |  | Alemania      | Pakistán      | Gran Bretaña                                                 |               | Malasia       |               |
| 1991          |  | India         | Pakistán      | Archivo:Flag of Commonwealth of Independent States.svg · CIS |               | Nueva Zelanda |               |
| 1994          |  | Inglaterra    | Pakistán      | Australia                                                    |               | Malasia       |               |
| 1995          |  | India         | Alemania      | Nueva Zelanda                                                |               | España        |               |
| 1998          |  | Australia     | Alemania      | Corea del Sur                                                |               | Nueva Zelanda |               |
| 1999          |  | Pakistán      | Corea del Sur | Alemania                                                     |               | Canadá        |               |
| 2000          |  | Pakistán      | Corea del Sur | India                                                        |               | Malasia       |               |
| 2001          |  | Alemania      | Corea del Sur | Australia                                                    |               | Pakistán      |               |
| 2003          |  | Pakistán      | Alemania      | Nueva Zelanda                                                |               | Corea del Sur |               |
| 2004          |  | Australia     | Pakistán      | Corea del Sur                                                |               | Alemania      |               |
| 2005          |  | Australia     | Corea del Sur | Pakistán                                                     |               | Nueva Zelanda |               |
| 2006          |  | Holanda       |               | Australia                                                    | India         |               | Nueva Zelanda |
| 2007          |  | Australia     |               | Malasia                                                      | India         |               | Corea del Sur |
| 2008          |  | Argentina     |               | India                                                        | Nueva Zelanda |               | Pakistán      |
| 2009          |  | India         |               | Malasia                                                      | Nueva Zelanda |               | Pakistán      |
| 2010          |  | India         |               | Corea del Sur                                                | Australia     |               | Malasia       |
| 2011 Detalles |  | Australia     | 3-2           | Pakistán                                                     | Reino Unido   | 4-2           | Nueva Zelanda |
| 2012 Detalles |  | Nueva Zelanda | 1-0           | Argentina                                                    | India         | 3-1           | Reino Unido   |

## Estadísticas de los campeones
6 títulos
- Australia

5 títulos
- India

3 títulos
- Pakistán

1 títulos
- Alemania

1 título
- Argentina

1 título
- Holanda

1 título
- Inglaterra

- Datos: Q2005425